# Yarra Glen
Yarra Glen is een plaats in de Australische deelstaat Victoria. In 2006 telde Yarra Glen 2.598 inwoners.